# Шакил О'Нийл
Шакил Рашон О'Нийл (на английски: Shaquille Rashaun O'Neal), понякога наричан и просто Шак, е бивш професионален американски баскетболист. До последно играе като център в Бостън Селтикс, но на 2 юни 2011 обявява, че се оттегля от професионалния баскетбол и след края на сезон 2010 – 2011 прекратява кариерата си.
Шакил О'Нийл е известен със своята забележителна физика. Висок е 2.16 m и тежи 147 kg. Номерът на обувките му по американския стандарт е 23 (около 56-и номер по нашия). Известен е с няколко прякора, като Големия Дизел (Дизела), Големия Татко, Големия Аристотел, Супермен, и последния след дипломирането му като магистър по Бизнес администрация – Доктор Шак.
В периода 1992 – 96 е играч на „Орландо Меджик“. Между 1996 – 2004 играе за „Лос Анджелис Лейкърс“, от 2004 до 2007 – за Маями Хийт, 2008 за Финикс Сънс и в Кавалиърс през 2009. Шакил О'Нийл е двукратен олимпийски шампион (1996, 2000), световен шампион 1994 г., 4-кратен шампион на НБА (2000, 2001, 2002, 2006). През 1996 г. е включен в списъка на 50-те най-добри играчи в историята на НБА, като става най-младия участник в този списък и единственият, който към този момент не е приключил кариерата си. Признат е за най-ценния играч на НБА за 2000 г. Взел е участие 15 пъти в Мача на звездите от, които 13 поредни (1993 – 2006).
Женен е за Шони Нелсън. Има 6 деца: 2-ма сина и 3 дъщери от Шони Нелсън и едно момиче от своята бивша приятелка Арнет Ярдбърг.
Шакил пее и танцува рап и има издадени няколко албума. Най-успешният от тях е „Шак Дизел“ от 1993 г.

## Отбори
- Орландо Меджик (1992 – 1996)
- Лос Анджелис Лейкърс (1996 – 2004)
- Маями Хийт (2004 – 2008)
- Финикс Сънс (2008 – 2009)
- Кливлънд Кавалиърс (2009 – 2010)
- Бостън Селтикс (2010 – 2011) завършва кариерата си